# 약속은 없었지만
"약속은 없었지만"(영어: Though There was No Vow)은 1970년 공개된 대한민국의 영화이다.

## 배역
- 신영균
- 문희
- 하명중
- 김동원
- 안인숙
- 방인자
- 전숙
- 조덕성
- 지방열
- 임예심
- 김수천
- 임해림
- 석인수
- 윤일주
- 박부양
- 손전

## 수상
- 1971년 제7회 백상예술대상 영화부문 신인상 - 하명중